# DS 커넥션
DS 커넥션 (DS Connexion)은 대한민국의 힙합 그룹이다. 2001년 결성되었으며, 현재 멤버는 와디, 팻두, 면 셋이다. 현재까지 두 장의 앨범을 냈으며 현재는 각자의 활동에 더 치중하고 있다.

## 역사

### 데뷔
18살 때 처음 힙합을 접하고 빠지게 된 와디는 친구의 소개로 팻두와 만나 음악 작업을 시작하였고, 대학 축제를 계기로 면과 만나면서 2001년 DS Connexion을 결성하기에 이르렀다. 이들은 홍대 앞 클럽에서 주로 활동을 하였으며, 《뚫어야 산다》, 《어린 신부》, 《제니, 주노》 등의 영화 OST와 CF 음악에 참여하면서 나름의 커리어를 쌓아갔다. 이러한 활동으로 그들은 매니아 층의 지지를 점차 확보해갔다.
2005년 12월, 아직 대학 재학 중이던 이들은 첫 앨범을 1000장 한정으로 발표하였는데, 수록곡 중 Listen Up의 Outsider의 랩이 상당한 반향을 일으키면서 덩달아 DS Connexion의 이름이 알려지기 시작하였다. 이 관심은 비록 DS Connexion이 아닌 Outsider에 더 집중되어있었던 것이나, 이들은 공연을 계속하면서 특유의 자유 분방한 스타일이 사람들의 공감을 사기 시작하였고 팬이 더욱 늘어났다. 특히, 2006년 9월 거침없는 욕과 잔인한 내용이 담긴 팻두의 솔로 앨범이 발표되면서 이러한 관심은 더욱 커졌다.

### 當Sound와 솔로 활동
이를 발판으로 DS Connexion은 공연에 박차를 가하는 한편 "Our Story"라는 이름의 UCC를 제작하여 팬들에게 자신의 근황을 알리고 당시 작업 중이었던 두 번째 앨범의 홍보를 겸하였다. 이 앨범은 2007년 6월 EP의 형태로 발표되었으며 매니아들 사이에서 좋은 반응을 이끌어냈다. 또 한 달 후에는 큰 인기를 얻었던 Listen Up의 후속곡인 Listen Up 2를 발표하여 또 한 번의 반향을 얻어냈다.
이후 DS Connexion은 KT 로고송 제작과 영화 무림여대생 OST 참여 등을 하였는데, 상대적으로 점차 솔로 활동이 두드러지기 시작하였다. 솔로 활동이 특히 눈에 띄었던 것은 팻두로 2006년 9월 1집을 발표한데 이어 2008년 2월 2집, 3월에 2집 리패키지 등을 발표하며 왕성한 작업열을 보여주었다. 또 앨범이 거듭되면서 그는 특유의 스토리텔링 스타일을 확립시켜, 특히나 리스너들 사이에 자신의 이름을 각인시키는데 성공하였다. 나머지 두 멤버의 솔로 활동도 이어져 2008년 6월 와디, 2009년 7월 면의 솔로 앨범이 발표되었다.

### 현재
2011년 7월 기준으로 DS Connexion은 3년 간 팀 활동이 잠잠해진 상태이며, 그 이유는 와디가 삼성전자에 취직했기 때문이라고 2011년 1월 와디의 솔로 싱글 보도기사에서 알려졌다. 이 시기에 DS Connexion은 더디게나마 두 번째 정규 앨범을 작업 중이라고 밝혔으나, 출시 예정은 불투명한 상태이다. 2013년까지 팻두는 수많은 솔로 싱글과 앨범을 발표하였으며 면은 역시 6월 Mari.J와의 프로젝트 팀 Bittersweet Sound를 결성하여 다수의 디지털 싱글을 발표하고 있다.
2014년, 미국 프로듀싱 팀 Sound Providers의 프로듀싱 하에 국내 발표된 컴필레이션 앨범 Sound Providers of Korea에는 DS Connexion이 〈자뻑〉이란 곡으로 참여하였으며, 이는 6년 만에 세 명이 뭉쳐 팀의 이름을 걸고 내는 작업물이 되었다.
대표곡: 오른손을 위로 왼손을 위로, 학생 MC, 當sound

## 디스코그래피
- 2005년 12월 12일 DS Connexion 정규 앨범
- 2007년 6월 28일 當sound EP